# Emil Seckel

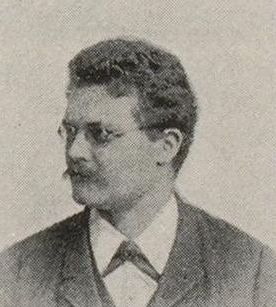
Emil Seckel

Emil Seckel (* 10. Januar 1864 in Neuenheim bei Heidelberg; † 26. April 1924 in Todtmoos) war ein deutscher Rechtswissenschaftler und Rechtshistoriker.

## Leben
Emil Seckel studierte Jura an der Universität Tübingen. Während seiner Studienzeit war er dort Mitglied der den süddeutschen Liberalismus prägenden Tübinger Studentenverbindung Akademische Gesellschaft Stuttgardia. Seckel, der seit 1895 als Privatdozent tätig war, wurde 1898 zum Professor ernannt. 1901 übernahm Seckel die Professur für römisches Recht an der Universität in Berlin. Mit dem 7. Dezember 1911 wurde er Mitglied der Preußischen Akademie der Wissenschaften, was am 4. Januar des folgenden Jahres bestätigt wurde. Seckel wurde 1920 als Nachfolger des Historikers Eduard Meyer zum Rektor der Berliner Humboldt-Universität ernannt. 1921 folgte ihm der Chemiker Walther Nernst auf dieser Position.
Seckels Hauptforschungsgebiete waren Rechtswissenschaft und vor allem Römisches Recht. Die Edition der Kapitulariensammlung des Benedictus Levita gehörte dabei zu seinem zentralen Arbeitsfeld. Die Zentraldirektion der Monumenta Germaniae Historica übertrug ihm 1896 die Aufgabe, die Herausgabe einer Neuedition vorzubereiten, nachdem der zuständige Bearbeiter Victor Krause überraschend mit 31 Jahren verstorben war. Bis zu seinem Tod hatte Seckel mehr als tausend Seiten an Quellenstudien veröffentlicht, eine Neuedition des Benedictus Levita konnte er jedoch nicht mehr vorlegen.
Söhne von Seckel waren der Kinderarzt Helmut Paul George Seckel (1900–1960), nach dem das Seckel-Syndrom benannt ist, und der Kunsthistoriker Dietrich Seckel.

## Schriften (Auswahl)
- Beiträge zur Geschichte beider Rechte im Mittelalter. Bd. 1: Zur Geschichte der populären Literatur des römisch-canonischen Rechts. Laupp, Tübingen 1898.
- mit Hermann Gottlieb Heumann: Handlexikon zu den Quellen des römischen Rechts. 9. Auflage, Gustav Fischer, Jena 1907.